# Un safari pour Noël
Pour plus de détails, voir Fiche technique et Distribution.
Un safari pour Noël (Christmas in the Wild) est une comédie romantique américaine réalisée par Ernie Barbarash, sortie en 2019 sur Netflix.

## Synopsis
Kate Conrad, récemment séparée de son mari Drew, part en lune de miel en célibataire, en Zambie. Elle rencontre Derek Holliston et Jonathan. Elle les aide à sauver Manou, un jeune éléphanteau dont la mère a été tuée par des braconniers...

## Fiche technique
Sauf indication contraire, les informations mentionnées dans cette section peuvent être confirmées par la base de données cinématographiques IMDb,  présente dans la section « Liens externes ».
- Titre original : Christmas In The Wild
- Titre français : Un safari pour Noël
- Réalisation : Ernie Barbarash
- Scénario : Neal H. Dobrofsky et Tippi Dobrofsky
- Direction artistique : Emilia Roux
- Costumes :
- Photographie : Hein de Vos
- Montage : Heath Ryan
- Musique : Alan Ari Lazar
- Production : David Fleming et Brad Krevoy
- Sociétés de production : Advantage Entertainment
- Société de distribution : Netflix
- Pays d’origine :  États-Unis
- Langue originale : anglais
- Format : couleur
- Genre : comédie dramatique
- Durée : 85 minutes
- Dates de sortie :
  - Monde : 1er novembre 2019 (Netflix)

## Distribution
- Kristin Davis (VF : Elisabeth Fargeot) : Kate Conrad
- Rob Lowe (VF : Emmanuel Curtil) : Derek Holliston
- Owen John Lowe (VF : Oscar Douieb) : Luke Conrad
- Fezile Mpela (VF : Diouc Koma) : Jonathan
- Colin Moss (VF : Jérémy Bardeau) : Drew Conrad
- Hayley Owen (VF : Anna Piévic) : Leslie
- Keeno Lee Hector : Doorman
- Thandi Puren : Trish

Version française
- Société de doublage : Cinephase
- Direction artistique : Julie Elmaleh

 Source et légende : version française (VF) sur RS Doublage.

## Production

### Développement
En mai 2018, Rob Lowe et Kristin Davis ont rejoint le casting.

### Tournage
Le tournage a eu lieu à Hoedspruit et Drakensberg, ainsi que dans Le Cap en Afrique du Sud.